# The Polygon Gallery
Polygon Gallery (dříve známá jako Presentation House Gallery) je umělecká galerie v North Vancouveru v kanadské Britské Kolumbii. Je to největší nezisková fotografická galerie v západní Kanadě a funguje od roku 1981.

## Historie
Práce na nové galerii začaly na začátku roku 2016, kterou navrhla společnost Patkau Architects. Investice činila 18 milionů dolarů a galerie se pro veřejnost otevřela 18. listopadu 2017. Polygon Gallery se skládá z 25 000 čtverečních stop výstavního prostoru ve dvou podlažích s kavárnou a obchodem se suvenýry.